# Ершов, Владимир Александрович (партийный деятель)
Владимир Александрович Ершов — советский хозяйственный, государственный и партийный деятель.

## Биография
Родился в 1906 году. Член ВКП(б) с 1925 года.
С 1920 года — на хозяйственной, общественной и партийной работе. В 1920—1943 гг. :
- слесарь-механик на табачных фабриках «Дукат» и «Ява»,
- преподаватель в Военно-Воздушной Академии РККА,
- руководитель кафедры политэкономии Всесоюзной промышленной Академии имени Сталина,
- в аппарате ЦК ВКП(б),
- инструктор отдела руководящих партийных органов ЦК ВКП(б),
- второй секретарь Краснодарского крайкома ВКП(б),
- член Комиссии партийного контроля при ЦК ВКП(б),
- заместитель народного комиссара заготовок СССР.

Избирался депутатом Верховного Совета РСФСР 1-го созыва.
Погиб в Москве в 1943 году. Похоронен на Новодевичьем кладбище.